# Format Nikon DX

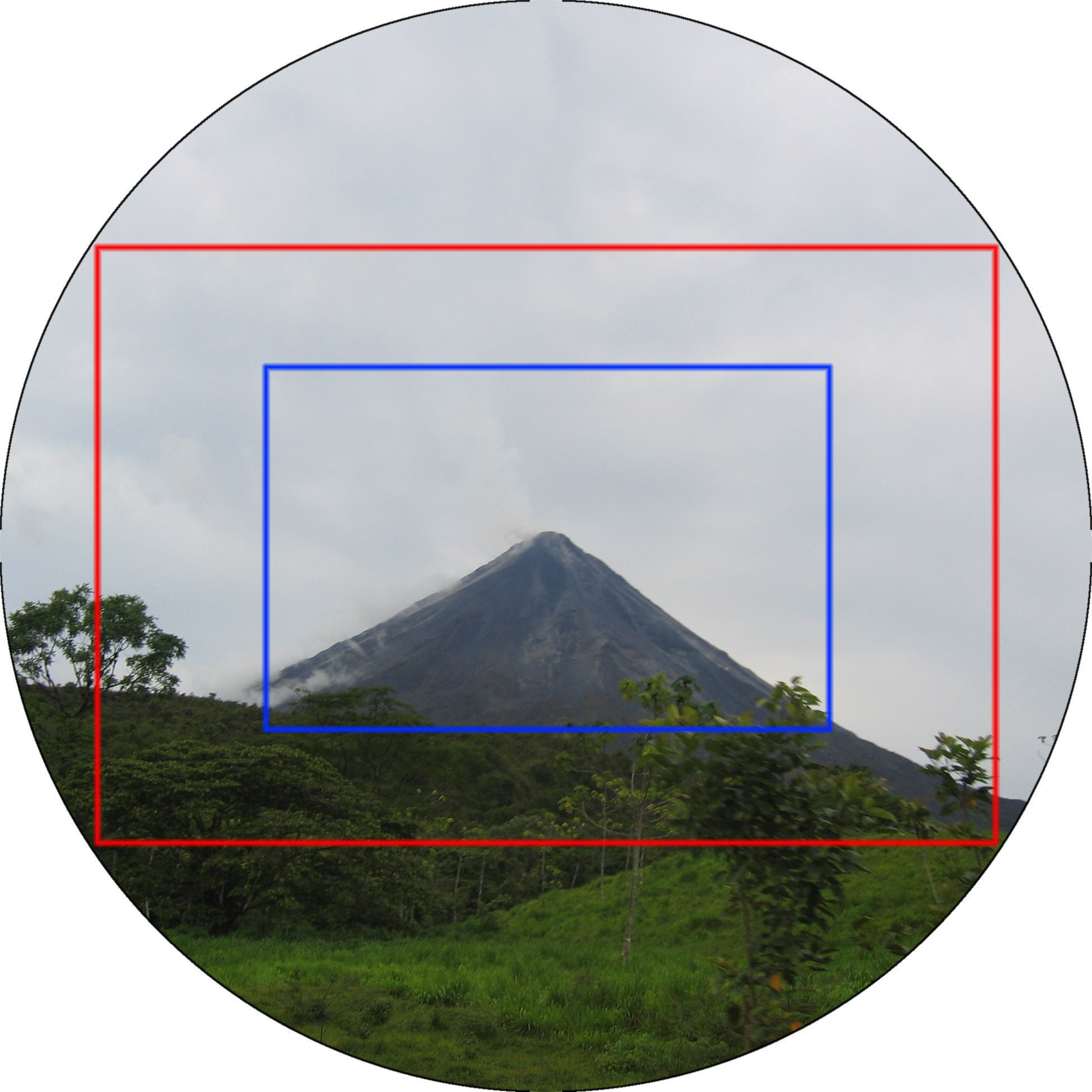
Avec le même objectif, en rouge, la zone couverte par un capteur ou un film, à l'intérieur, en bleu, la zone couverte par un capteur au format Nikon DX.

Le format Nikon DX est un format de capteur de la marque Nikon pour la photographie numérique, dont la taille est d'environ 16 × 24 mm.
Le format DX est 1,5 fois plus petit que le format Nikon FX, qui reproduit le format 35 mm argentique, de dimensions 24 × 36 mm. Il est un peu plus petit que le format APS-C standard qui est de 16,7 × 25,1 mm et un peu plus grand que le format APS-C Canon (environ 15,1 × 22,7 mm). 

## Rapport format 35 mm et format DX
Le capteur DX est plus petit, environ 2/3, qu'un capteur au format 24 × 36. Le champ de l'image captée par le format DX est donc plus restreint. Il faut diminuer d'un tiers la longueur focale de l'objectif pour obtenir le même résultat en termes d'angle de champ. S'il est convenu de considérer le 50 mm comme l'objectif standard (ou de focale normale) pour le 24 × 36, pour le format DX un objectif standard sera donc d'environ 35 mm. De plus, ce capteur étant plus petit, il ne permet pas une profondeur de champ aussi réduite que celle d'un format 24 × 36.
De plus en plus d'objectifs DX, spécifiques au format DX, sont disponibles à la vente. Ces optiques sont plus compactes car elles couvrent moins de surface (rectangle bleu dans l'image ci-contre).

## Taille réelle de capteur
Nikon produit des capteurs DX de tailles légèrement différentes selon les modèles de boîtier.
| Boîtier     | Largeur (mm) | Hauteur (mm) | Définition    | Nb pixels (millions) |
| ----------- | ------------ | ------------ | ------------- | -------------------- |
| Nikon D2Xs  | 23,7         | 15,7         | 4 288 x 2 848 | 12,2                 |
| Nikon D2X   | 23,7         | 15,7         | 4 288 x 2 848 | 12,84                |
| Nikon D2Hs  | 23,7         | 15,5         | 2 464 x 1 632 | 4,1                  |
| Nikon D2H   | 23,7         | 15,5         | 2 464 x 1 632 | 4,1                  |
| Nikon D1X   | 23,7         | 15,5         | 4 024 x 1 324 | 5,3                  |
| Nikon D1H   | 23,7         | 15,5         | 2 012 x 1 324 | 2,7                  |
| Nikon D1    | 23,7         | 15,5         | 2 012 x 1 324 | 2,7                  |
| Nikon D300  | 23,6         | 15,8         | 4 288 x 2 848 | 12,3                 |
| Nikon D300s | 23,6         | 15,8         | 4 288 x 2 848 | 12,3                 |
| Nikon D3200 | 23,2         | 15,4         | 6 016 x 4 000 | 24,7                 |
| Nikon D200  | 23,6         | 15,8         | 3 872 x 2 592 | 10,2                 |
| Nikon D100  | 23,7         | 15,5         | 3 008 x 2 000 | 6,0                  |
| Nikon D90   | 23,6         | 15,8         | 4 288 x 2 848 | 12,3                 |
| Nikon D80   | 23,6         | 15,8         | 3 872 x 2 592 | 10,2                 |
| Nikon D70s  | 23,7         | 15,5         | 3 008 x 2 000 | 6,0                  |
| Nikon D70   | 23,7         | 15,5         | 3 008 x 2 000 | 6,1                  |
| Nikon D5000 | 23,6         | 15,8         | 4 288 x 2 848 | 12,3                 |
| Nikon D5100 | 23,6         | 15,6         | 4 928 x 3 264 | 16,1                 |
| Nikon D5200 | 23,5         | 15,6         | 6 000 x 4 000 | 24                   |
| Nikon D5300 | 23,5         | 15,6         | 6 000 x 4 000 | 24,1                 |
| Nikon D60   | 23,6         | 15,8         | 3 872 x 2 592 | 10,0                 |
| Nikon D50   | 23,7         | 15,5         | 3 008 x 2 000 | 6,1                  |
| Nikon D40x  | 23,7         | 15,6         | 3 872 x 2 592 | 10,0                 |
| Nikon D40   | 23,7         | 15,5         | 3 008 x 2 000 | 6,0                  |
| Nikon D7000 | 23,6         | 15,6         | 4 928 x 3 264 | 16,1                 |
| Nikon D7100 | 23,5         | 15,6         | 6 000 x 4 000 | 24                   |
| Nikon D7200 | 23,5         | 15,6         | 6 000 x 4 000 | 24                   |
| Nikon D7500 | 23,5         | 15,7         | 5 568 x 3 712 | 20,6                 |